# Anvendt forskning
Anvendt forskning eller anvendt videnskab er arbejde af original karakter med henblik på at erhverve ny viden og indsigt – først og fremmest med sigte på bestemte praktiske mål og anvendelser. Anvendt forskning svarer i mange henseender til aktionsforskning, og den bygger på grundforskning, som den til gengæld står i modsætning til – politisk og bevillingsmæssigt.